# Sontra
Sontra – miasto w Niemczech, w kraju związkowym Hesja, w rejencji Kassel, w powiecie Werra-Meißner.

## Współpraca
Miejscowości partnerskie:
- Tambach-Dietharz, Turyngia
- Vimoutiers, Francja